# Lodovico Oberziner
Lodovico Carlo Oberziner (Trento, 30 luglio 1856 – Vienna, 17 febbraio 1916) è stato un letterato, bibliotecario e archivista italiano.

## Biografia
Laureatosi a Vienna nel 1882 in storia e assiriologia, fu professore, letterato e direttore della Biblioteca comunale di Trento dal 1897 al 1915.

## Opere
- Un trentino podestà di Modena: Paolo de Fatis Tabarelli de Terlago (1511-1513), Trento 1901
- Niccolò Tommaseo e il concorso per la cattedra di grammatica nel ginnasio di Rovereto, Trento 1904
- Tommaso Gar commemorato da Niccolò Tommaseo, Trento 1908
- La libreria di un patrizio trentino del secolo XVI, Trieste 1910